# Estación de Aranjuez
Aranjuez es una estación de ferrocarril situada en el municipio español de Aranjuez, en la Comunidad de Madrid. Cuenta con servicios de Cercanías, Media y Larga Distancia. La estación también cuenta con unas instalaciones anexas que cumplen funciones logísticas.
Históricamente, Aranjuez ha constituido un nudo ferroviario en el que se bifurcaban varias líneas férreas, Madrid-Valencia y Aranjuez-Valencia. Esto se ha traducido en la existencia de un importante tráfico ferroviario, si bien en los últimos tiempos las instalaciones han perdido parte su antigua relevancia tras la entrada en servicio de los corredores de alta velocidad. El edificio principal de la estación, que fue levantado por la compañía MZA entre 1922 y 1927 en sustitución de otro edificio anterior, es de estilo neomudéjar y de gran riqueza ornamental.

## Situación ferroviaria
La estación, que se encuentra a 493,63 metros de altitud, forma parte de los trazados de las siguientes líneas férreas:
- Línea férrea de ancho ibérico Madrid-Valencia, vía Albacete, punto kilométrico 48,7.[1]
- Línea férrea de ancho ibérico Aranjuez-Valencia, por Cuenca, punto kilométrico 0,0.[1]

## Historia

### Inicios e instalaciones originales
La estación actual se enmarca dentro de un complejo ferroviario formado por diversos edificios, no solo el de viajeros, sino también otros dedicados al mantenimiento de los trenes, residencia de personal contratado y otros usos, que se han ido creando con el paso de los años desde mediados del siglo XIX hasta el primer tercio del siglo XX. Tras la concesión el 6 de abril de 1845 de la construcción y explotación de la línea de ferrocarril entre Madrid y Aranjuez al Marqués de Salamanca, se empezaron las obras de la estación el 4 de mayo de 1846. Con un proyecto de los hermanos Green, la línea se construyó bajo la dirección del ingeniero Pedro Miranda y sus ayudantes Venancio de la Tejera y Manuel Giménez Ropero. Tras un parón en las obras en 1848 debido a dificultades económicas, finalmente se pudo inaugurar la línea entera el 9 de febrero de 1851. Al dar salida hacia la capital de los productos de la huerta de Aranjuez, esta línea se conoció enseguida como la del Tren de la Fresa.

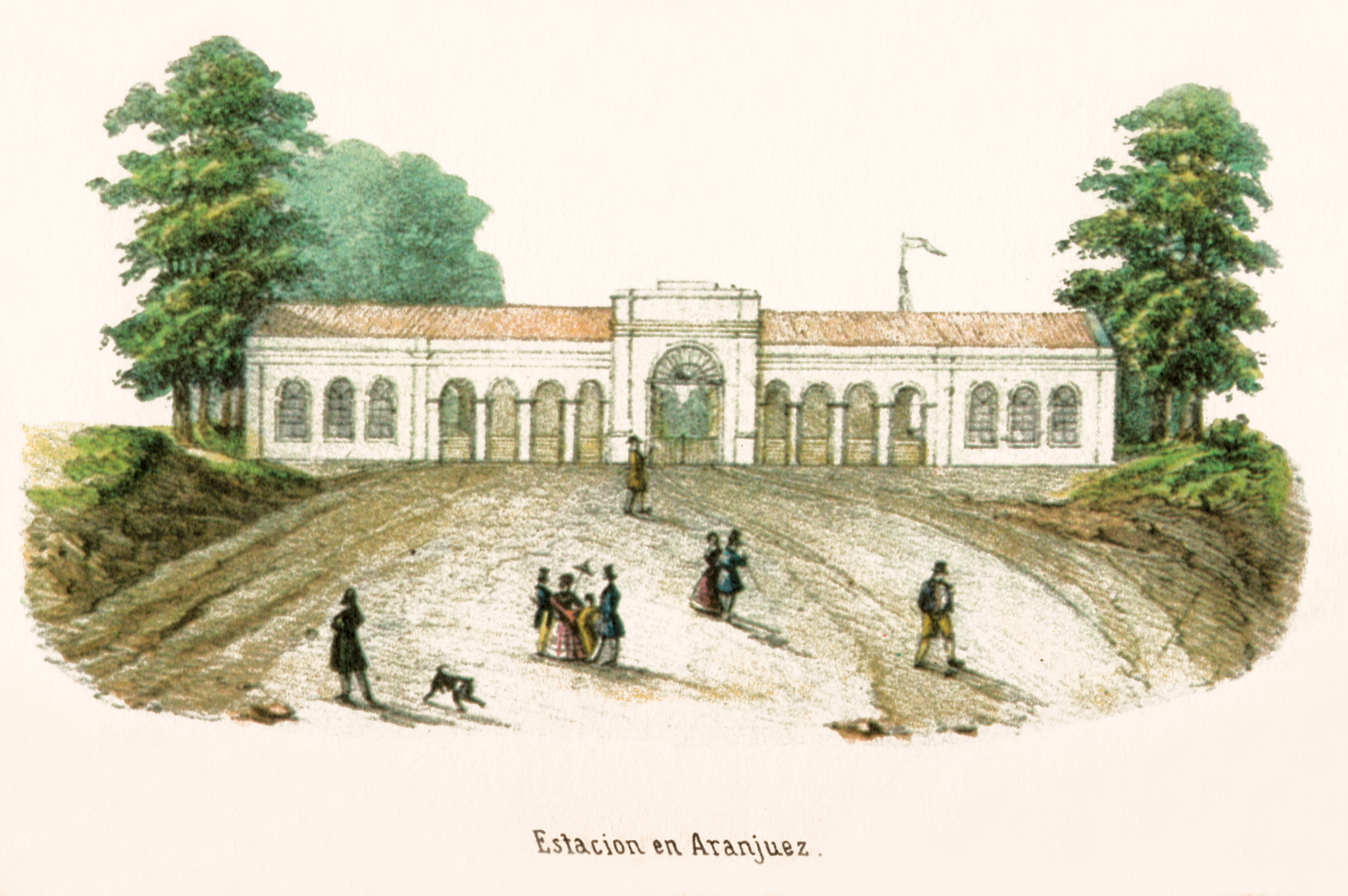
Vista de la antigua estación del

La primitiva estación estaba frente a la Plaza de Armas del Palacio Real de Aranjuez y junto a los Cuarteles de las Guardias Españolas y Walonas y disponía de un ramal exclusivo para la Corona que llegaba hasta la Puerta de Damas del Palacio. El edificio tenía una fachada con un gran arco central y otros cuatro arcos menores a cada lado.

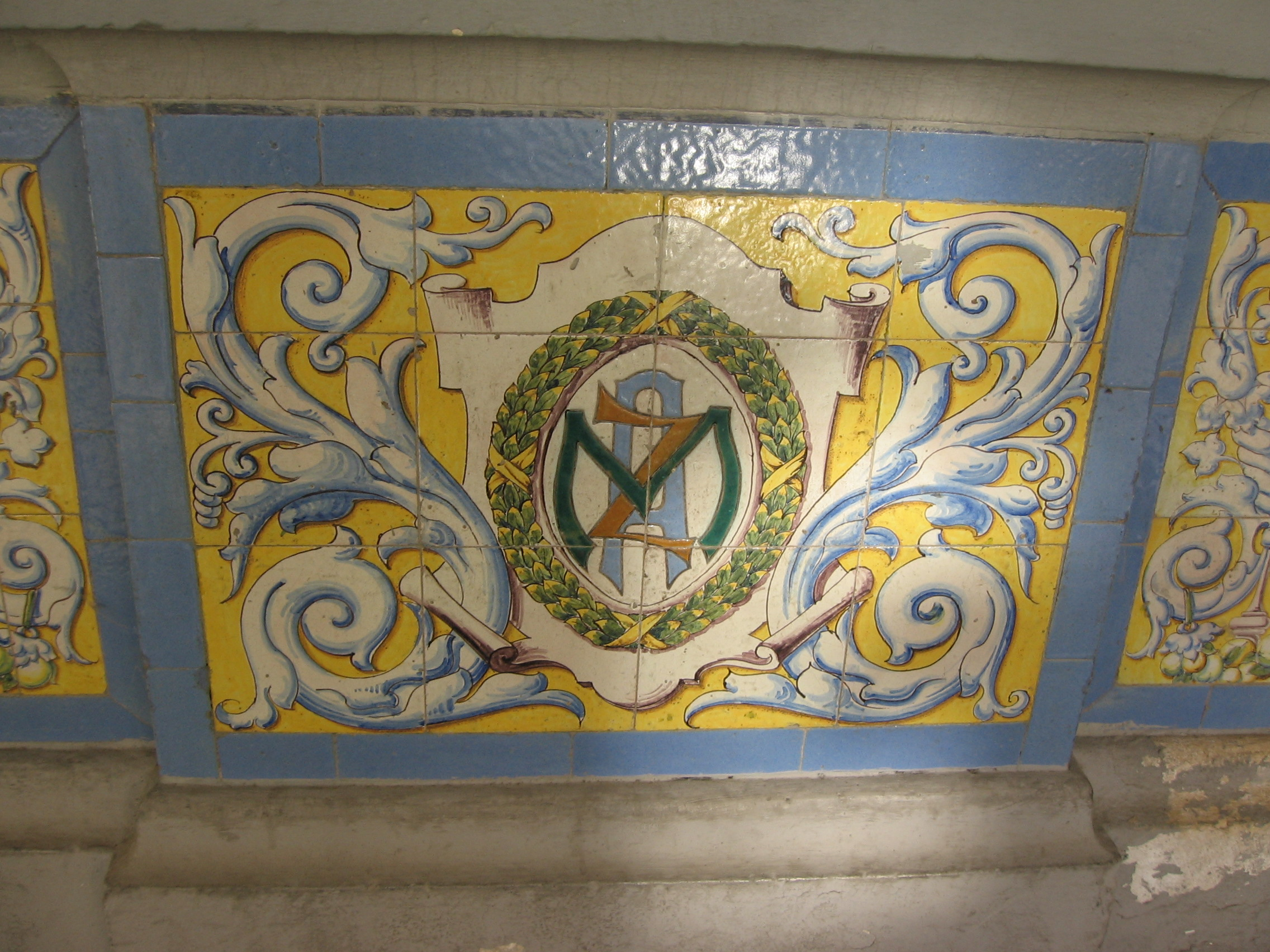
Azulejos de la compañía MZA.

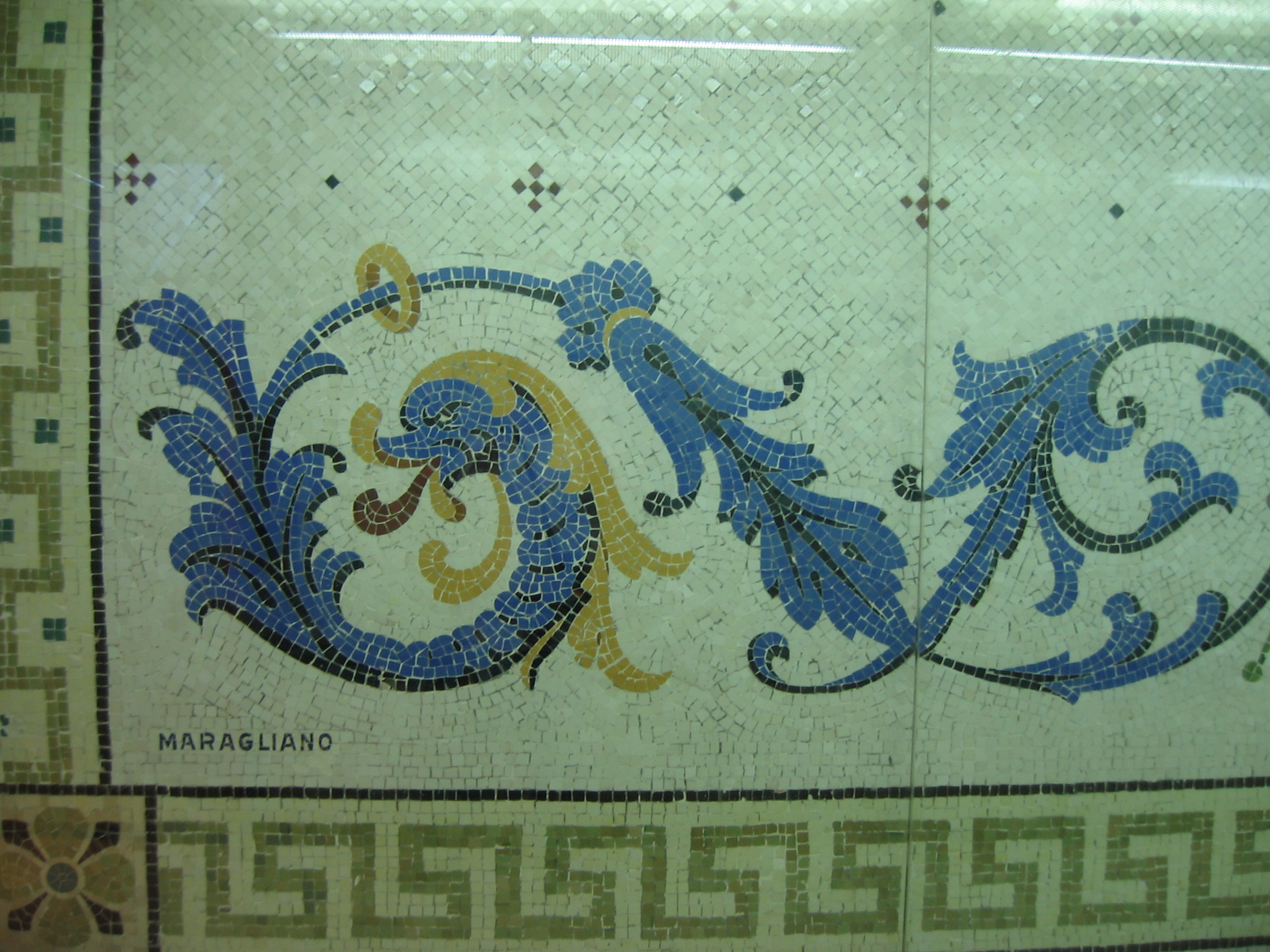
Mosaicos de Maragliano en el paso subterráneo.

Las sucesivas mejoras incorporadas a la tecnología ferroviaria, así como las posteriores ampliaciones de la línea a Tembleque (1853), Alcázar de San Juan (1854), Albacete (1855), Alicante (1858), y los ramales a Toledo (1858) y Cuenca (1885), trajeron como necesidad la construcción de una segunda estación en Aranjuez, al otro lado de la Carretera de Toledo, al suroeste de la ciudad, que daría servicio a la línea de Cuenca. Ambas estaciones formaron parte desde 1883 de la Compañía de los Ferrocarriles de Madrid a Zaragoza y Alicante (MZA).

### Estación actual
En la década de 1920 se decidió construir una nueva estación, que es la que sigue en funcionamiento todavía. Entre 1922 y 1927 se levantó un nuevo edificio de viajeros de estilo neomudéjar, para sustituir a las otras dos estaciones, que dejaron de utilizarse. En 1947 la línea de Cuenca fue prolongada hasta Utiel y Valencia, lo que aumentó la importancia de la estación de Aranjuez. Entre 1989 y 1990, se realizaron unas labores de restauración que descubrieron unos mosaicos de Mario Maragliano, que datan de los inicios de esta estación (años 20 del siglo XX). Tras la recuperación y protección mediante mamparas de cristal de dichos mosaicos, la obra fue premiada por la Comunidad de Madrid en 1998. Maragliano es también responsable de los mosaicos existentes en el vestíbulo principal del edificio, que representan artísticamente las letras MZA, las siglas de la compañía a la que perteneció la estación. 
En 2007 se anunció una rehabilitación integral de la estación sin que se efectuaran mejoras en el recinto. Posteriormente se realizaron nuevos anuncios, con idénticos resultados. Finalmente a mediados del año 2011 se inició la primera fase de las obras que finalizaron en junio de 2012. Esta fase se centró en restaurar el edificio para viajeros, en concreto en la recuperación de la fachada, de la cubierta, así como de los artesanados del vestíbulo. También se aprovechó para instalar control de accesos para viajeros. En febrero de 2014 se anunció una nueva fase de las obras de restauración. En este caso las obras procederán a restaurar las marquesinas de los andenes, el edificio histórico de aseos, así como los mosaicos del paso inferior, amenazados por humedades. Queda pendiente la construcción de un nuevo paso inferior con escaleras mecánicas y ascensores para personas con movilidad reducida.

## La estación

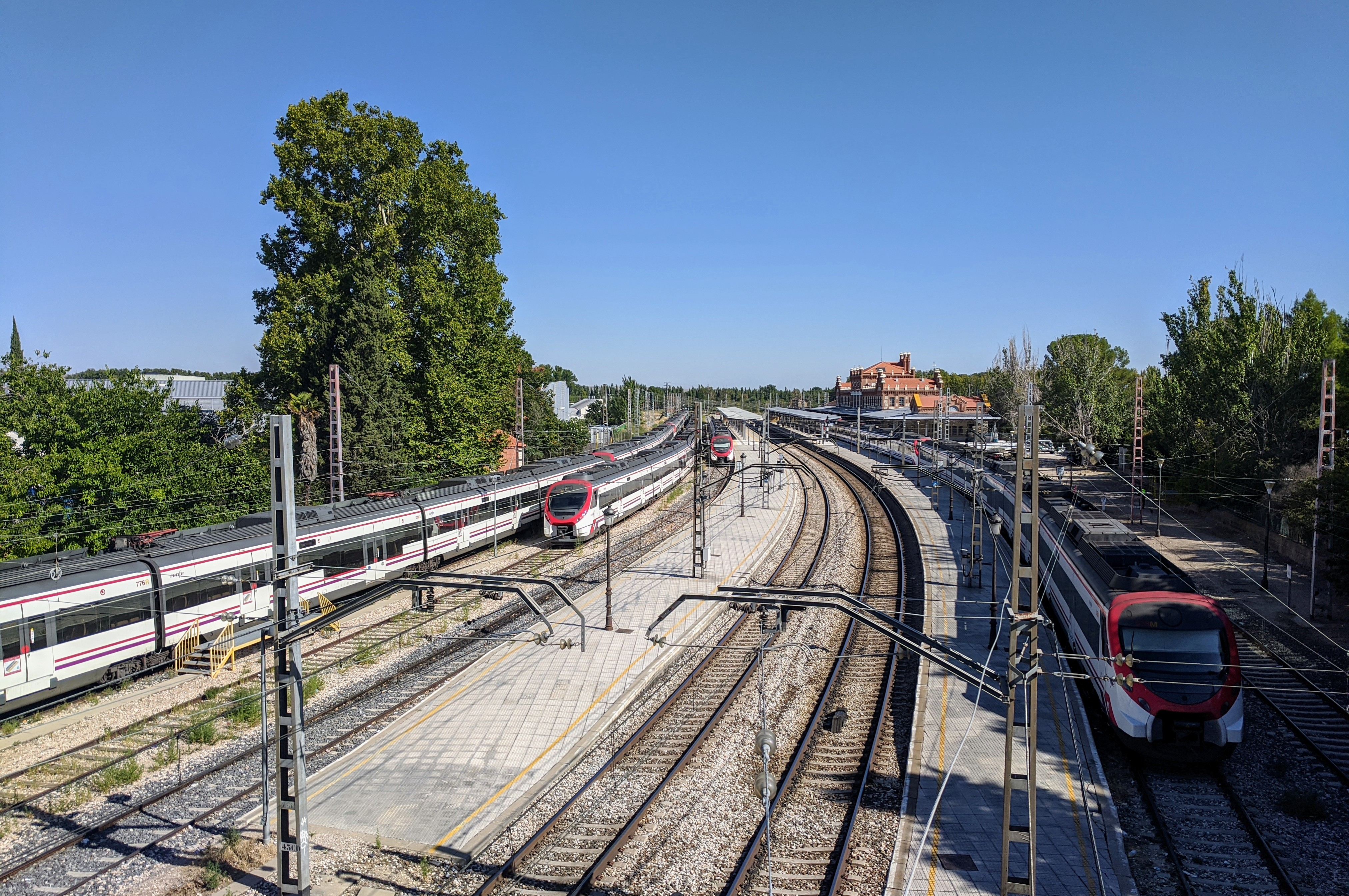
Vista general de la estación

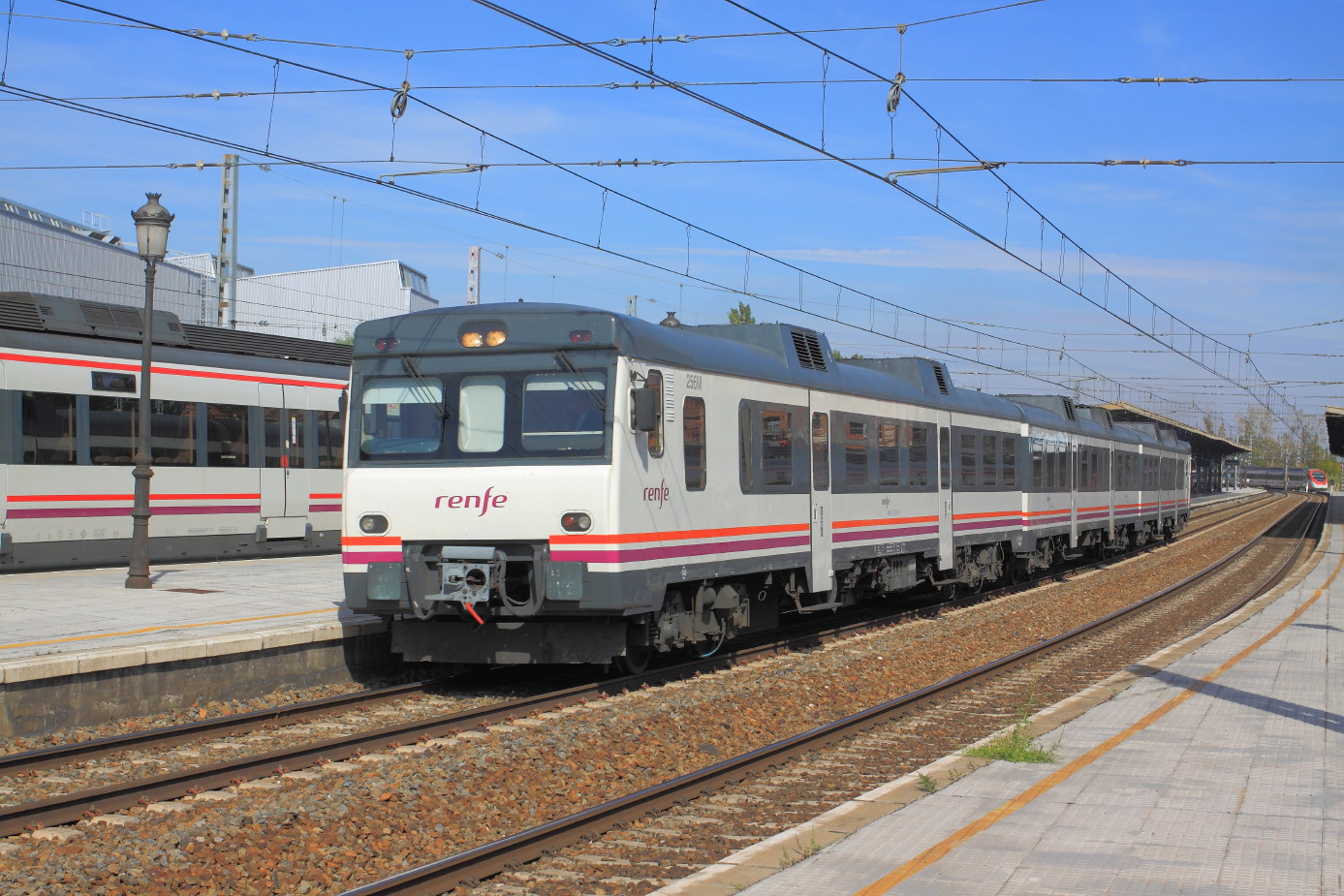
Andenes de la estación

La estación se encuentra al oeste del casco antiguo de la ciudad. 
Está formada por una nave rectangular y alargada con un cuerpo central más elevado que el resto, donde se encuentra la entrada principal y el vestíbulo. Posee un hastial elevado decorado con tres huecos con vidrieras y tres arcos de medio punto, con dos parteluces cada uno. En lo alto, se levanta una torre con un inmenso reloj. A ambos lados del cuerpo central, se encuentran dos naves más bajas, con otros dos pabellones en los extremos que sobresalen del resto. El material utilizado en la fachada es el ladrillo rojo visto, con azulejos decorativos y un zócalo de piedra que abarca toda la planta baja. En lo alto, una cornisa coronada con dentículos, en sucesión horizontal, genera una sensación de huecos vacíos y llenos, dando el toque tan característico a la estación. En la parte trasera, existen tres andenes, cada uno protegido con sendas marquesinas con columnas de hierro. En cada andén hay dos entradas enrejadas con sendas escaleras, que conducen a un paso subterráneo de 32 metros de longitud y que permite a los viajeros cambiar de andén.
La estación cuenta con cafetería, aparcamiento, parada de taxis, así como conexión con cinco líneas de autobuses urbanos de Aranjuez.

## Servicios ferroviarios

### Cercanías
| procedencia/destino | < estación   | Línea | estación > | destino/procedencia |
| ------------------- | ------------ | ----- | ---------- | ------------------- |
| Chamartín           | Ciempozuelos |       | Terminal   | Terminal            |

Esta estación sirve actualmente de término de la línea C-3 de Cercanías Madrid que llega hasta la Estación de Chamartín de Madrid en 58 minutos aproximadamente. Por tanto, permite conexiones con ciudades y pueblos como Ciempozuelos (10 min), Valdemoro (15 min), Pinto (20 min), Getafe Industrial (25 min), El Casar (28 min), San Cristóbal Industrial (31 min), San Cristóbal de los Ángeles (34 min) y Villaverde Bajo (38 min). La frecuencia de los trenes varía en función del día. De lunes a viernes, la frecuencia es de 10-20 minutos en horas punta (6:00 a 9:00; 13:30 a 15:30; 17:30 a 20:10) y de 30 minutos (5:30 a 6:00; 9:00 a 13:30; 15:30 a 17:30; 20:30 a 23:30). Entre lunes y viernes laborables (excepto en agosto y el período navideño), existen también trenes "Civis" que, eliminando algunas paradas, reducen el tiempo de viaje en unos 7-10 minutos. Los sábados y festivos el horario se mantiene en un tren cada 30 min todo el día. 
En comparación al resto de líneas de Cercanías Madrid (exceptuando la turística C-9 a Cotos), ésta es la que ofrece una menor frecuencia de trenes en horas valle, debido, entre otros motivos, al paso por estas sobrecargadas vías de trenes de mercancías, regionales y de largo recorrido.

### Media Distancia
Desde sus inicios, la estación fue un importante nudo ferroviario, al pasar por sus vías los trenes procedentes de Madrid que se dirigen a Andalucía y Levante. Hoy en día, siguen manteniendo parada trenes regionales con destino Alcázar de San Juan, Albacete y Jaén. Tras la inauguración de la línea de alta velocidad Madrid-Toledo en noviembre de 2005, Aranjuez y sus pedanías de Castillejo y Algodor perdieron la conexión ferroviaria directa con la ciudad de Toledo, que disfrutaban desde 1858. Desde el 20 de julio de 2022, el servicio que conecta con Cuenca y Valencia deja de prestar servicio tras la supresión del mismo. 

### Larga Distancia
Actualmente realiza parada el servicio Intercity que une Madrid con Águilas; no obstante se encuentra temporalmente suspendido por obras en el tramo entre Archena-Fortuna y Águilas.

## Conexiones

### Autobuses
| Diurnos |                                      |                         |          |
| Línea   | Destino                              | Parada                  | Operador |
| 1       | Arboleda de la Reina                 | 09568 Estación Aranjuez | AISA     |
| 2       | Residencia C. Madrid                 | 09568 Estación Aranjuez | AISA     |
| 3       | Urbanización El Pino                 | 09568 Estación Aranjuez | AISA     |
| 4       | Hospital - La Montaña                | 09568 Estación Aranjuez | AISA     |
| 5       | Hospital (vía Polígono y El Mirador) | 09568 Estación Aranjuez | AISA     |